# Steve Bittner
Steve Bittner (Zwickau, Sajonia, Alemania, 1 de mayo de 1991) es un árbitro de baloncesto alemán de la Basketball Bundesliga (BBL). Es internacional FIBA (desde 2017) y, desde la temporada 2021-22, forma parte del colectivo de árbitros de EuroLeague Basketball (Euroliga y EuroCup). Además, ha desarrollado actividad como politólogo en proyectos de la Universidad Técnica de Dresde (TU Dresden) y la entidad anDemos (Instituto para la Democracia y la Investigación Social).

## Trayectoria
Se formó en el ámbito del DBB. Debutó en la primera división alemana el 10 de octubre de 2012 en el partido Telekom Baskets Bonn–BBC Bayreuth, donde figuró como tercer árbitro junto a Robert Lottermoser y Bernd Michael. Posteriormente pasó al A-Kader del DBB y se consolidó en la easyCredit BBL.
En el campo internacional, obtuvo la licencia FIBA en 2017 y entre 2018 y 2021 dirigió encuentros de la Basketball Champions League. En agosto de 2021 fue incorporado al grupo de árbitros de EuroLeague Basketball tras el 30º clinic de pretemporada celebrado en Liubliana y desde entonces aparece en el listado oficial de la competición.

## Euroliga y EuroCup
- Euroliga / EuroCup: 2021-22 – presente (alta en el clinic de 2021; presencia en el listado oficial en 2024-25).[10][9]

Partidos destacados
- Final EuroCup 2024-25 (Juego 2): Dreamland Gran Canaria – Hapoel Shlomo Tel Aviv (11 de abril de 2025). Equipo arbitral: Ilija Belosevic (crew chief), Ioannis Foufis y Steve Bittner. Asistencia: 7.941.[11]
- EuroCup 2023-24 (RS): Joventut Badalona – Hapoel Shlomo Tel Aviv (30/01/2024). Árbitros: Tomislav Hordov, Nick Van den Broeck, Steve Bittner.[12]

## FIBA
Entre sus designaciones con licencia FIBA figuran competiciones de selecciones y de clubes:
- U16 EuroBasket 2018 (Novi Sad): participación confirmada por el DBB (incluida la jornada final).[13]
- U19 Mundial femenino 2019 (Bangkok): árbitro en varios encuentros, p. ej. Bélgica–Japón (cuartos de final) y USA–Australia (fase de grupos).[14][15]

## Reconocimientos
- Designación en la final de EuroCup 2024-25 (G2).[16]

## Temporadas
| Categoría                                  | País/Región | Año               |
| ------------------------------------------ | ----------- | ----------------- |
| easyCredit BBL                             | Alemania    | 2012 – Actualidad |
| Basketball Champions League (FIBA)         | Europa      | 2018 – 2021       |
| Euroliga / EuroCup (EuroLeague Basketball) | Europa      | 2021 – Actualidad |